# Himno de Adigueya
El himno de la República de Adigueya, sujeto federal de Rusia, es uno de sus símbolos, juntamente con su bandera y su escudo de armas. La letra fue escrita por Iskhak Mashbash, y la música compuesta por Umar Tkhabisimov. El himno fue aprobado por decisión del Consejo Supremo de Adigueya el 25 de marzo de 1992. Fue una de las primeras decisiones tomadas por el parlamento de la república tras la disolución de la Unión Soviética.

## Letra

### Enadigué
| Cirílico | Alfabeto latino | Transcripción AFI |
| I Тихэгъэгу кlасэу тигупсэр Адыгэ чlыгушъ, терэl. Зы бын-унагъоу лъэпкъыбэр Щызэгурыlоу щэрэl. Ежьу: Шlум факlу, лъыкlуат, Республикэу тиунэ дах. Егъэхъу, зыlат, 𝄆 Республикэу тигугъэ лъаг – Уилъэпкъы хъишъэр фэlуат. 𝄇 II Дунаим ичlыпlэ шlагъор Нахьыжъмэ тэ къытфыхах, Ахэмэ ялlыгъэ-шlагъэ Лlэшlэгъумэ къызэlэпах. Ежьу III Хьазабмэ уахэмытыжьэу Уитыгъэ нэфи ушъхьащыт. Россием зыкlэ ущыщэу Ащ гукlи ущышъхьафит. Ежьу IV Тэ тыщыlэфэ – егъашlэмъ – Тичlыгоу тыгур щlэщт. Тиуашъуи, тыгъи бэгъашlэ Тфэхъоу тикlасэу тиlэщт. Ежьу | I Tixæghægu khasæu tigupsær Adygæ čhyguŝ, teræh, Zy byn-unaghou łæpqybær Śyzæguryhou śæræh. Eźu: Šhum fakhu, łykhuat, Respublikæu tiunæ dax. Eghæxhu, zyhat, 𝄆 Respublikæu tigughæ łag – Uiłæpqy xhiŝær fæhuat. 𝄇 II Dunaim ičhyphæ šhaghor Naħyẑmæ tæ qytfyxax, Axæmæ jalhyghæ-šhaghæ Lhæšhæghumæ qyxæhæpax. Eźu III Ħazabmæ uaxæmytyźæu Uityghæ næfi uŝħaśyt. Rossiem zykhæ uśyśæu Aś gukhi uśyŝħafit. Eźu IV Tæ tyśyhæfæ – eghašhæm – Tičhygou tygur śhæśt. Tiuaŝui, tyghi bæghašhæ Tfæxhou tikhasæu tihæśt. Eźu | 1 [tixaʁaɡʷ tʃʼaːsaw tiɡʷəpsar] [aːdəɣa tʂʼəgʷəʂ ǀ tajraʔ ‖] [zə bən wənaːʁʷaw ɬapqəbar] [ɕəzaɡʷərəʔʷaw ɕaraʔ ‖] [jaʑʷ] [ʃʷʼəm faːkʷʼ ǀ ɬəkʷʼaːt ǀ] [rʲespublikaw tiwəna daːx ‖] [jaʁaχʷ ǀ zəʔaːt ǀ] 𝄆 [rʲespublikaw tigʷəʁa ɬaːɣ ǀ] [wiɬapqə χiʂar faʔwaːt ‖] 𝄇 2 [dunaːjəm jətʂʼəp’a ʃʼaːʁʷar] [naːħəʐma ta qətfəxaːx ǀ] [aːxama jaːɬʼəʁa ʃʼaːʁa] [ɬʼaʃʼaːʁʷəma qəzaʔapaːx ‖] [jaʑʷ] 3 [ħaːzaːbma waːxamətəʑaw] [witəʁa nafəj wəʂhaːɕət ‖] [rʷasːijam zətʃ’a wəɕəɕaw] [aɕ gʷətʃ’əj wəɕəʂhaːfit ‖] [jaʑʷ] 4 [ta təɕəʔafa ǀ jaʁaːʃ’am ǀ] [titʂ’əgʷaw təgʷər ɕ’aɕt ‖] [tiwaːʂʷi ǀ təʁəj baʁaːʃ’a] [tfaχʷaw titʃ’aːsaw tiʔaɕt ‖] [jaʑʷ] |

### Enruso
| Cirílico | Alfabeto latino | Transcripción AFI |
| I Славься, живи, Адыгея, Милая сердцу страна. Наши народы согрела Добрым согласьем она. Припев: Солнечный край, Республика — наш общий дом. Крылья взметай, 𝄆 Республика, крепни трудом, Светлая наша мечта. 𝄇 II Предками выбрано было Дивное место для нас, Мужество, мудрость и силу Дал нам от дедов Кавказ. Припев III Гордо с душою свободной, Вместе с Россией иди, Солнце твоё над тобою, Бури невзгод позади. Припев IV Небо родное и нивы Будут навеки в сердцах, Будут для нас, пока живы, В нашей судьбе и делах. Припев | I Slav'sya, zhivi, Adygeya, Milaya serdtsu strana. Naahi narody sogrela Dobrym soglasyem ona. Pripev: Solnechnyĭ kraĭ, Respublika — nash obshchiĭ dom. Krylya vzmetaĭ, 𝄆 Respublika, krepni trudom, Svetlaya nasha mechta. 𝄇 II Predkami vybrano bylo Divnoye mesto dlya nas, Muzhestvo, mudrost' i silu Dal nam ot dedov Kavkaz. Pripev III Gordo s dushoyu svobodnoĭ, Vmeste s Rossiyeĭ idi, Solntse tvoyo nad toboyu, Buri nevzgod pozadi. Pripev IV Nebo rodnoye i nivy Budut naveki v serdtsakh, Budut dly nas, poka zhivy, V nasheĭ sud'be i delakh. Pripev | 1 [ˈslafʲsʲə ǀ ʐɨˈvʲi ǀ ɐdɨˈɡʲejə ǀ] [ˈmʲiləjə ˈsʲertsʊ strɐˈna ‖] [ˈnaʂɨ nɐˈrodɨ sɐˈɡrʲelə] [ˈdobrɨm sɐˈɡlasʲjɪm ɐˈna ‖] [prʲɪˈpʲef] [solnʲɪtɕnɨj ˈkraj ǀ] [rʲɪsˈpublʲɪkə ǀ ˈnaʂ ˈopɕːɪj ˈdom ‖] [krɨlʲjə vzmʲɪˈtaj ǀ] 𝄆 [rʲɪsˈpublʲɪkə ǀ ˈkrʲepnʲɪ trʊˈdom ǀ] [svʲetləjə ˈnaʂə mʲɪtɕˈta ‖] 𝄇 2 [ˈprʲetkəmʲɪ ˈvɨbrənə ˈbɨlə] [ˈdʲivnəjə ˈmʲestə dlʲɪ ˈnas ǀ] [ˈmuʐɨstvə ǀ ˈmudrəsʲtʲ ˈi ˈsʲilʊ] [ˈdal ˈnam ɐd‿ˈdʲedəf kɐfˈkas ‖] [prʲɪˈpʲef] 3 [ˈgordə z‿dʊˈʂojʊ svɐbˈodnəj ǀ] [ˈvmʲesʲtʲɪ s‿rɐˈsʲijɪj ɪˈdʲi ǀ] [ˈsontsɪ tvɐˈjɵ nət‿tɐˈbojʊ ǀ] [ˈburʲɪ nʲɪvzˈɡot pəzɐˈdʲi ‖] [prʲɪˈpʲef] 4 [ˈnʲebə rɐdˈnojə ˈi ˈnʲivɨ] [ˈbudʊt nɐˈvʲekʲɪ f‿sʲɪrˈtsax ǀ] [ˈbudʊt dlʲɪ ˈnas ǀ pɐˈka ˈʐɨvɨ ǀ] [v‿ˈnaʂɨj sʊdʲˈbʲe ˈi dʲɪˈlax ‖] [prʲɪˈpʲef] |

### Version eninglés(no oficial)
Prosper and live, Adygea,
My dear beloved country.
Our peoples have warmed thee
By harmonious amity.
Chorus:
Oh sunny krai,
Republic – our rich soil.
Let us soar high,
𝄆 Republic, steadfast through toil,
'Tis where our dreams shall fly. 𝄇
Chosen by our forebears
A wonderful place for us.
Courage, wisdom and strength
Given by fathers of Kavkaz.
Chorus
With a soul honoured and free
That goeth along with Russia,
Thy sun floateth above thee,
Storms of hardships are washed away.
Chorus
Thy native sky and thy cornfields
Shall stay fore'er in our hearts
'Long as they live thus shall e'er be
Within our deeds and destiny.
Chorus

### Transliteración literal alruso(de adigué)
Земля адыгская - милая сердцу страна,

Наша душа - пусть живет, -

Пусть будет согласие всегда

В единой семье народов.
Припев:

Иди к добру, двигайся дальше,

Республика - наш счастливый дом.

Поднимайся расправляй крылья,

Республика - наша высокая мечта.

Умножай славу народов своих.
Одно из прекрасных мест мира

Нашими предками выбрано для нас

Их мужество, их отвага

Века передают друг другу.
Припев
Все тягости у тебя позади,

И солнце твое над тобой.

Ты - частица России славной,

И сердцем в ней ты свободна.
Припев
Пока мы живы - вечно

Земля будет в нашем сердце.

И вечны будут для нас

И солнце родное, и небо.
Припев

### Traducción alespañol
Corazón de Adigueya – querido corazón del país,
Nuestra alma – déjala vivir, –
Permite el acuerdo siempre
En la familia unidad de pueblos.
Coro:
Ve hacia el bien, ve más allá,
República – nuestro hogar feliz.
Levanta vientos que difundan,
𝄆 República – nuestro alto sueño.
Multiplicando la gloria de tu pueblo. 𝄇
Uno de los lugares bonitos del mundo
Escogido por nuestros ancestros para nosotros
Su fortaleza, su coraje
se ha transferido a lo largo de los siglos de uno a otro.
Coro
Todas tus cargas están atrás,
Y tu sol está encima tuyo.
Tú – una parte de la gloriosa Rusia,
Y con el corazón en ella tú eres libre.
Coro
Mientras estamos vivos – eternamente
La tierra estará en nuestro corazón
Sé eterno para nosotros también
Tanto el sol naciente como el cielo.
Coro

## Grabaciones
- Himno de la República de Adigueya (letra en adigué) Archivado el 24 de febrero de 2012 en Wayback Machine.
- Himno de la República de Adigueya (letra en ruso) Archivado el 10 de febrero de 2012 en Wayback Machine.
- Himno de la República de Adigueya (instrumental) (enlace roto disponible en Internet Archive; véase el historial, la primera versión y la última).

- Datos: Q1138705